# المشاقب (القفر)

تعديل مصدري - تعديل

المشاقب هي إحدى قرى عزلة بني مهدى بمديرية القفر التابعة لمحافظة إب، بلغ تعداد سكانها 99 نسمة حسب تعداد اليمن لعام 2004.